# برتون ۵۳۴۰
سیارک ۵۳۴۰ (به انگلیسی: 5340 Burton، نامگذاری:4027P-L) پنج هزار و سیصد و چهلمین سیارک کشف شده‌است که در ۲۴ سپتامبر ۱۹۶۰ کشف شد.
قدر مطلق سیارک برابر ۱۲٫۷۰ است.